# Värmland
Värmland is een zogenoemd landschap in het Midden-Zweedse landsdeel Svealand. Het grenst in het zuiden aan Västergötland en Dalsland, in het westen aan Noorwegen en in het oosten aan Dalarna, Västmanland en Närke. Värmland omvat een gebied van in totaal 18,164 km², dat goeddeels met de provincie Värmlands län samenvalt. In het zuiden grenst Värmland aan het Vänermeer, met ca. 5000 km² het grootste meer van Zweden.
Värmland ligt in het midden van Zweden en heeft 10.513 meren, vele natuurreservaten, skipistes, wandelpaden, musea, bergen en beekjes. In de natuur (77% van de oppervlakte van de provincie bestaat uit bos) komen onder andere de beer, wolf, lynx, veelvraat en eland voor.
Värmland behoort met zijn omvang van 17.500 km² tot de grotere landschappen van Zweden. Omdat er slechts 274.000 mensen wonen, komt het gemiddeld aantal bewoners op 16 per km². In Värmland is Torsby de meest uitgestrekte gemeente en Karlstad de gemeente met de meeste inwoners.
In het westen van Värmland (Årjäng, Arvika en Eda) bevindt zich het natuurreservaat Glaskogen. Ook liggen deze gemeenten dicht bij Noorwegen en worden door het lagere prijspeil van Zweden veel producten en huizen aan Noren verkocht. Gemeenten in het zuiden van Värmland (Grums, Kil, Forshaga, Säffle, Karlstad, Kristinehamn) liggen aan rivieren of aan het Vänermeer. Ook wordt er veel gevist. Het oosten van Värmland (Storfors en Filipstad) staat vooral bekend om de vroegere ijzerindustrie. Het noorden van Värmland (Torsby) is wat ruiger van natuur; hier zijn de wat grotere skipistes zoals Branäs, Hovfjället en de ski-tunnel in Torsby te vinden.
De hertogelijke titel van Värmland is een van de dynastieke titels van het Zweedse koningshuis. Het Hertogdom Värmland kan door de Zweedse koning worden gebruikt om aan zijn familieleden te verlenen. Zijn zoon prins Carl Philip kreeg deze titel bij zijn geboorte. Sinds haar huwelijk draagt ook zijn echtgenote prinses Sofia deze titel in de vrouwelijke variant.

## Nederlandse migratie
Sinds de 21e eeuw is Värmland een toevluchtsoord voor Nederlanders die hier de rust en ruimte komen opzoeken. Het landsdeel kampt al jaren met bevolkingskrimp, verschillende gemeentes probeerden daarom in het begin van de 21e eeuw deze krimp te doorbreken door Nederlanders naar Värmland te halen. In het bijzonder de gemeentes Hagfors en Munkfors slaagden in dit doel. In de laatstgenoemde wonen zoveel Nederlanders dat de plaats onder de lokale bevolking ook wel Nieuw Holland wordt genoemd. In de gemeente Torsby (de grootste gemeente van Värmland), ten westen van Hagfors en Munkfors, zijn de laatste jaren ook veel Nederlanders komen wonen en/of hebben (vakantie)woningen gekocht. Met name in de regio Vitsand en Nyskoga.   
Een eerste migratiestroom kwam op gang eind jaren 90 maar had zijn hoogtijdagen tussen 2004 en 2012. In 2010 woonden ongeveer 800 Nederlanders permanent in het landsdeel, met nog eens een veelvoud aan niet-permanente Nederlandse bewoners. De meerderheid van de gemigreerde Nederlanders is of was werkzaam in de toeristensector. In 2016 kwam opnieuw een migratiestroom op gang.